# Polina Gagarina
Polina Sergeevna Gagarina (in russo Полина Сергеевна Гагарина?; Saratov, 27 marzo 1987) è una cantante russa, rappresentante della Russia all'Eurovision Song Contest 2015 con A Million Voices.

## Biografia
Nata a Saratov, ha vissuto dai 3 ai 6 anni ad Atene, in Grecia; sua madre era ballerina di professione. Nel 1993, dopo la morte del padre, la madre decide di riportare la figlia in Russia e la trasferirà a casa della nonna, a Saratov, per completare gli studi. Viene poi ammessa alla scuola di musica, grazie all'esecuzione di un brano di Whitney Houston.
Una volta completata la scuola di musica, all'età di 14 anni Gagarina si trasferisce con la madre a Mosca ed entra al Conservatorio Musicale Statale, sezione pop e jazz. Al 2 ° anno di corso, la sua insegnante Natalia Andrianova offre a Polina la possibilità di partecipare al programma televisivo musicale Fabrika zvëzd (La fabbrica delle stelle, versione russa di Operación Triunfo).
Nel 2003 Polina Gagarina vince così la seconda stagione del talent show. Inizia a cantare nel gruppo Playgirls, che però si scioglie poco tempo dopo. Nel 2005 prende parte al concorso New Wave a Jūrmala in Lettonia, classificandosi al terzo posto. In seguito pubblica i singoli Kolybel'naja, Morning, Ja tvoja, Pomnju e Ja tebja ne prošču nikogda. Il suo album di debutto Poprosi u oblakov esce nel 2007. Nel 2008, Polina Gagarina pubblica il singolo Komu, začem?, insieme alla cantante Irina Dubcova, vincitrice di Fabrika zvëzd nella quarta stagione. Nel marzo 2010 esce il suo secondo album O sebe.
Nel 2012 Polina Gagarina inizia la collaborazione con il produttore Konstantin Meladze, noto soprattutto per la creazione del gruppo VIA Gra. Con Meladze ha registrato quattro singoli: Spektakl' okončen, Net, Navek e Šagaj. Il 12 novembre pubblica Day. Il 9 marzo 2015 è stato annunciato che Polina Gagarina avrebbe rappresentato la Russia allo Eurovision Song Contest 2015 con la canzone A Million Voices.
Il 19 maggio 2015, durante la prima semifinale, ottiene 182 punti, raggiungendo il 1º posto e qualificandosi per la finale, dove arriva al secondo posto con un totale di 303 punti.
Nel settembre del 2015 Gagarina diventa una dei coach del programma televisivo Golos su Pervyj kanal. È di nuovo coach anche nella successiva edizione del talent del settembre 2016.
Ha partecipato alla manifestazione pro-guerra di Vladimir Putin che si è svolta il 18 marzo 2022 allo stadio Lužniki di Mosca. La sua discografia è stata rimossa dalle principali piattaforme streaming occidentali nel luglio 2024 per aver violato le politiche sui contenuti.

## Vita privata
Nel 2007, Polina Gagarina sposa l'attore Pëtr Kislov, da cui, nello stesso anno, ha un figlio, Andrej. I due divorziano nel 2010. Nel 2014 la cantante sposa il fotografo Dmitrij Ishakov. Il 26 aprile 2017 ha un secondo figlio, una bimba di nome Mia. La coppia si separa nel 2021.

## Discografia

### Album in studio
- 2007 – Poprosi u oblakov
- 2010 – O sebe
- 2016 – 9
- 2022 – Vdoch

### Album dal vivo
- 2019 – Šou «Obezoružena»

### Singoli
- 2005 – Kolybel'naja
- 2006 – Ja tvoja
- 2007 – Ja tebja ne prošču nikogda
- 2007 – Ljubov' pod solncem
- 2008 – Gde-to živët ljubov
- 2008 – Komu, začem? (con Irina Dubcova)
- 2009 – Propadi vsë
- 2010 – Ja obeščaju
- 2011 – Oskolki
- 2012 – Spektakl' okončen
- 2012 – Net
- 2013 – Navek
- 2014 – Immortal Feeling
- 2014 – Šagaj
- 2014 – Day
- 2015 – A Million Voices
- 2015 – Ja ne budu
- 2016 – Golos (con Basta)
- 2016 – Tancuj so mnoj
- 2017 – Dramy bol'še net
- 2017 – Obezoružena
- 2018 – Vyše golovy
- 2018 – Kamen' na serdce
- 2018 – Melancholija
- 2019 – Angely v tance
- 2020 – Smotri
- 2020 – Ty ne celuj
- 2020 – Nebo v glazach
- 2020 – Na rasstojanii
- 2020 – Zima
- 2021 – Včera
- 2022 – Navsegda
- 2022 – Voda
- 2022 – Duši (con Dima Bilan)
- 2023 – Solnce vzojdët
- 2024 – Nagadaj
- 2024 – Rodnoj
- 2024 – Opjat' metel' (con Miravi)
- 2025 – Tanec pered zerkalom